# MHD (Rapper)

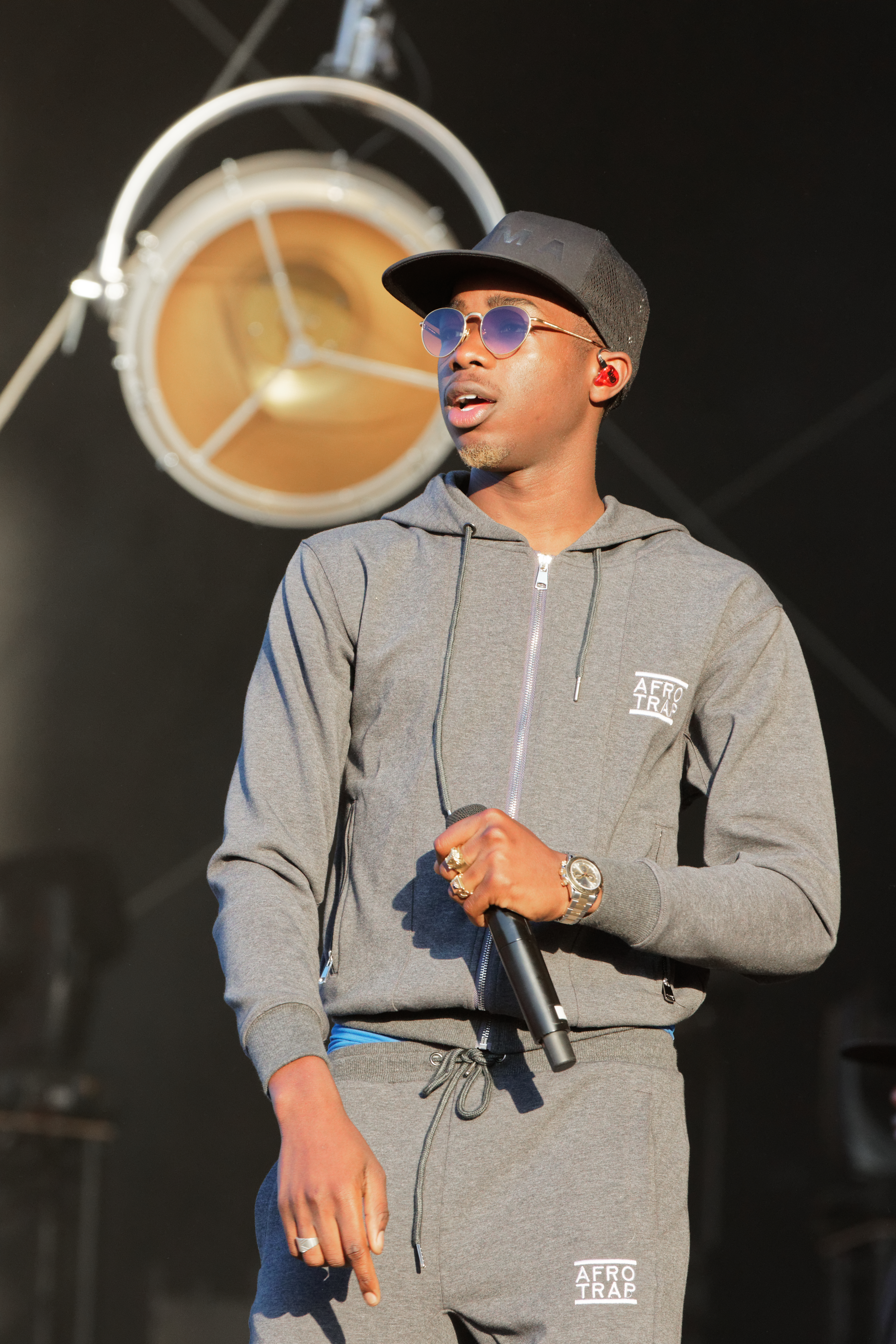
MHD (2017)

MHD, bürgerlich Mohamed Sylla (* 10. September 1994 in La Roche-sur-Yon) ist ein französischer Rapper aus dem 19. Pariser Arrondissement. Seine Musik wird als Afro Trap bezeichnet, eine Mischung aus Coupé Decalé, französischem Rap und Trap. Zusammen mit anderen Rappern bildet er das Rap-Kollektiv 19 Réseaux. Seine Eltern stammen aus Senegal und Guinea.

## Karriere
Im Juli 2016 engagierte er sich in der Werbung für den deutschen Sportartikelhersteller Adidas und präsentierte das Trikot des spanischen Fußballklubs Real Madrid. Am 29. April 2017 wurde er das neue Gesicht des deutschen Sportartikelherstellers Puma in Frankreich. Mit "Afro Trap Part. 3 (Champions League)", einer Hymne auf den Hauptstadt-Fußballverein Paris Saint-Germain, landete er 2017 einen großen Hit. Im April 2018 nahm er am Coachella Valley Music and Arts Festival in Kalifornien (USA) teil.
Am 17. Januar 2019 wurde er zusammen mit drei weiteren Tatverdächtigen wegen Mordverdachts in Untersuchungshaft genommen und in das Untersuchungsgefängnis La Santé gebracht. Er wird verdächtigt, am 6. Juli 2018 in eine tödlich verlaufene Schlägerei im 10. Pariser Arrondissement verwickelt gewesen zu sein, was er jedoch bestreitet. Ein 23-jähriger Mann starb an seinen schweren Verletzungen. Die Polizei geht nach Angaben aus Ermittlungskreisen von einer Auseinandersetzung zwischen verfeindeten Gangs zweier Stadtteile aus.
Am 16. Juli 2020 wurde Mohamed Sylla unter richterlicher Aufsicht freigelassen.
Am 23. September 2023 wurde Mohamed Sylla zu einer Freiheitsstrafe von 12 Jahren verurteilt. Fünf weitere Mitangeklagte erhielten Haftstrafen zwischen 10 und 18 Jahren. Drei weitere Angeklagte wurden freigesprochen. Ob MHD oder die Staatsanwaltschaft Berufung einlegen würden, war zunächst nicht bekannt. Die Wahrheitsfindung im Prozess war erheblich erschwert worden, weil zahlreiche Zeugen entweder die Aussage verweigerten oder gar nicht erst vor Gericht erschienen.

## Diskografie

### Studioalben
| Jahr | Titel | Höchstplatzierung, Gesamtwochen, AuszeichnungChartplatzierungen (Jahr, Titel, Platzierungen, Wochen, Auszeichnungen, Anmerkungen) | Höchstplatzierung, Gesamtwochen, AuszeichnungChartplatzierungen (Jahr, Titel, Platzierungen, Wochen, Auszeichnungen, Anmerkungen) | Höchstplatzierung, Gesamtwochen, AuszeichnungChartplatzierungen (Jahr, Titel, Platzierungen, Wochen, Auszeichnungen, Anmerkungen) | Anmerkungen                              |
| Jahr | Titel | CH | FR | BEW | Anmerkungen                              |
| ---- | ----- | --- | --- | --- | ---------------------------------------- |
| 2016 | MHD   | CH25 (4 Wo.)CH | FR2 ×3Dreifachplatin · (101 Wo.)FR                                                                                                | BEW12 (44 Wo.)BEW | Erstveröffentlichung: 15. April 2016     |
| 2018 | 19    | CH10 (5 Wo.)CH | FR3 Gold · (88 Wo.)FR | BEW7 (22 Wo.)BEW | Erstveröffentlichung: 19. September 2018 |
| 2021 | Mansa | CH19 (4 Wo.)CH | FR3 Gold · (30 Wo.)FR | BEW7 (13 Wo.)BEW | Erstveröffentlichung: 15. Juli 2021      |

### Singles
| Jahr | Titel Album                           | Höchstplatzierung, Gesamtwochen, AuszeichnungChartplatzierungen (Jahr, Titel, Album, Platzierungen, Wochen, Auszeichnungen, Anmerkungen) | Höchstplatzierung, Gesamtwochen, AuszeichnungChartplatzierungen (Jahr, Titel, Album, Platzierungen, Wochen, Auszeichnungen, Anmerkungen) | Höchstplatzierung, Gesamtwochen, AuszeichnungChartplatzierungen (Jahr, Titel, Album, Platzierungen, Wochen, Auszeichnungen, Anmerkungen) | Anmerkungen                                                   |
| Jahr | Titel Album                           | CH | FR | BEW | Anmerkungen                                                   |
| --- | ------------------------------------- | --- | --- | --- | ------------------------------------------------------------- |
| 2015 | Afro Trap Pt.2 (Kakala Bomaye) MHD    | — | FR181 Gold · (1 Wo.)FR | — | Erstveröffentlichung: 14. Oktober 2015                        |
| 2015 | Afro Trap Pt.3 (Champions League) MHD | CH43 (… Wo.)CH | FR19 Diamant · (36 Wo.)FR | BEW49 (1 Wo.)BEW | Erstveröffentlichung: 4. November 2015 Charteinstieg CH: 2025 |
| 2015 | Afro Trap Pt.4 (Fais le mouv) MHD     | — | FR108 Gold · (10 Wo.)FR | — | Erstveröffentlichung: 25. November 2015                       |
| 2016 | Afro Trap Pt.5 (Ngatie Abedi) MHD     | — | FR32 Platin · (22 Wo.)FR | — | Erstveröffentlichung: 4. Januar 2016                          |
| 2016 | Afro Trap Pt.6 (Molo Molo) MHD        | — | FR53 Gold · (7 Wo.)FR | — | Erstveröffentlichung: 4. März 2016                            |
| 2016 | A kele n’ta MHD                       | — | FR15 Diamant · (47 Wo.)FR | — | Erstveröffentlichung: 15. April 2016                          |
| 2016 | Afro Trap Pt.7 (La Puissance) –       | — | FR9 Diamant · (43 Wo.)FR | — | Erstveröffentlichung: 23. Dezember 2016                       |
| 2017 | Afro Trap Pt.8 (Never) –              | CH42 (4 Wo.)CH | FR2 Platin · (27 Wo.)FR | BEW50 (1 Wo.)BEW | Erstveröffentlichung: 24. Februar 2017                        |
| 2017 | Bravo 19                              | — | FR19 (15 Wo.)FR | — | Erstveröffentlichung: 17. Juni 2017                           |
| 2017 | Afro Trap Pt.9 (Faut Les Wet) –       | — | FR71 (8 Wo.)FR | — | Erstveröffentlichung: 18. Juli 2017                           |
| 2018 | Afro Trap Pt.10 (Moula Gang) 19       | — | FR36 (7 Wo.)FR | — | Erstveröffentlichung: 26. Januar 2018                         |
| 2018 | Bénéfice Game Over (Sampler)          | — | FR51 (5 Wo.)FR | — | Erstveröffentlichung: 9. März 2018 mit Ninho                  |
| 2018 | Bodyguard –                           | — | FR55 (11 Wo.)FR | — | Erstveröffentlichung: 19. Juni 2018                           |
| 2018 | Bella 19                              | CH57 (3 Wo.)CH | FR4 Diamant · (33 Wo.)FR | BEW38 (6 Wo.)BEW | Erstveröffentlichung: 18. Juli 2018 feat. Wizkid              |
| 2021 | Afro Trap, Part 11 (King Kong) Mansa  | CH29 (6 Wo.)CH | FR4 Diamant · (25 Wo.)FR | BEW35 (4 Wo.)BEW | Erstveröffentlichung: 27. Mai 2021                            |
| 2021 | Pololo Mansa                          | CH81 (1 Wo.)CH | FR15 Platin · (17 Wo.)FR | — | Erstveröffentlichung: 9. Juli 2021 feat. Tiakola              |
| 2024 | Full –                                | — | FR37 Gold · (8 Wo.)FR | — | Erstveröffentlichung: 2. August 2024                          |
| 2024 | Kata –                                | — | FR81 (5 Wo.)FR | — | Erstveröffentlichung: 13. September 2024                      |
| 2025 | Eyla –                                | — | FR107 (1 Wo.)FR | — | Erstveröffentlichung: 17. Januar 2017                         |
| Folgende Lieder erschienen nicht als Single, wurden aber durch das Album zum Download und Streaming bereitgestellt und konnten somit eine Platzierung erlangen: |                                       | | | |                                                               |
| |                                       | | | |                                                               |
| 2016 | Roger Milla MHD                       | — | FR71 Gold · (4 Wo.)FR | — |                                                               |
| 2016 | Maman j’ai mal MHD                    | — | FR50 Platin · (19 Wo.)FR | — |                                                               |
| 2016 | Amina MHD                             | — | FR122 (1 Wo.)FR | — |                                                               |
| 2016 | La moula MHD                          | — | FR138 (1 Wo.)FR | — |                                                               |
| 2016 | Ma vie MHD                            | — | FR145 (1 Wo.)FR | — | feat. Fally Ipupa                                             |
| 2016 | Tout seul MHD                         | — | FR177 (1 Wo.)FR | — |                                                               |
| 2018 | Bébé 19                               | CH83 (1 Wo.)CH | FR6 Diamant · (28 Wo.)FR | — | feat. Dadju                                                   |
| 2018 | XIX 19                                | — | FR17 Gold · (7 Wo.)FR | — |                                                               |
| 2018 | Encore 19                             | — | FR41 (3 Wo.)FR | — |                                                               |
| 2018 | Le temps 19                           | — | FR58 (3 Wo.)FR | — | feat. Orelsan                                                 |
| 2018 | Rouler 19                             | — | FR74 (2 Wo.)FR | — |                                                               |
| 2018 | Oh la la 19                           | — | FR70 (2 Wo.)FR | — |                                                               |
| 2018 | Papalé 19                             | — | FR59 (2 Wo.)FR | — |                                                               |
| 2018 | Fuego 19                              | — | FR102 (1 Wo.)FR | — |                                                               |
| 2018 | Feeling 19                            | — | FR104 (1 Wo.)FR | — |                                                               |
| 2018 | Senseless Ting 19                     | — | FR128 (1 Wo.)FR | — | feat. Stefflon Don                                            |
| 2018 | Interlude Trap 2 19                   | — | FR135 (1 Wo.)FR | — |                                                               |
| 2018 | Aleo 19                               | — | FR145 (1 Wo.)FR | — | feat. Yemi Alade                                              |
| 2018 | Immigri 19                            | — | FR165 (1 Wo.)FR | — |                                                               |
| 2018 | Samedi Dimanche 19                    | — | FR194 (1 Wo.)FR | — |                                                               |
| 2018 | Moussa 19                             | — | FR197 (1 Wo.)FR | — |                                                               |
| 2021 | Petit coeur Mansa                     | — | FR112 (1 Wo.)FR | — |                                                               |
| 2021 | Sagacité Mansa                        | — | FR149 (1 Wo.)FR | — |                                                               |
| 2021 | Beyoncé Mansa                         | — | FR157 (1 Wo.)FR | — |                                                               |
| 2021 | Elle Mansa                            | — | FR165 (1 Wo.)FR | — |                                                               |
| 2021 | 9min Mansa                            | — | FR171 (1 Wo.)FR | — |                                                               |
| 2021 | Tudo Bem Mansa                        | — | FR186 (1 Wo.)FR | — |                                                               |

### Gastbeiträge
| Jahr | Titel Album                                               | Höchstplatzierung, Gesamtwochen, AuszeichnungChartplatzierungen (Jahr, Titel, Album, Platzierungen, Wochen, Auszeichnungen, Anmerkungen) | Höchstplatzierung, Gesamtwochen, AuszeichnungChartplatzierungen (Jahr, Titel, Album, Platzierungen, Wochen, Auszeichnungen, Anmerkungen) | Höchstplatzierung, Gesamtwochen, AuszeichnungChartplatzierungen (Jahr, Titel, Album, Platzierungen, Wochen, Auszeichnungen, Anmerkungen) | Anmerkungen                                                             |
| Jahr | Titel Album                                               | CH | FR | BEW | Anmerkungen                                                             |
| --- | --------------------------------------------------------- | --- | --- | --- | ----------------------------------------------------------------------- |
| 2016 | Laissez-les kouma                                         | — | FR30 Platin · (22 Wo.)FR | BEW36 (3 Wo.)BEW | Erstveröffentlichung: 24. Juni 2016 Zaho feat. MHD                      |
| 2016 | Oblah Where Is l’album de Gradur                          | — | FR19 Platin · (27 Wo.)FR | — | Erstveröffentlichung: 24. November 2016 Gradur feat. MHD, Alonzo & Nyda |
| 2017 | Versus Commando                                           | — | FR9 Platin · (10 Wo.)FR | — | Erstveröffentlichung: 13. April 2018 Niska feat. MHD                    |
| 2022 | Gaga –                                                    | — | FR108 (1 Wo.)FR | — | Erstveröffentlichung: 1. Juli 2022 Joé Dwèt Filé feat. MHD              |
| 2023 | Tek Tek Layali                                            | CH47 (2 Wo.)CH | FR12 Platin · (20 Wo.)FR | BEW34 (14 Wo.)BEW | Dystinct feat. MHD                                                      |
| Folgende Lieder erschienen nicht als Single, wurden aber durch das Album zum Download und Streaming bereitgestellt und konnten somit eine Platzierung erlangen: |                                                           | | | |                                                                         |
| |                                                           | | | |                                                                         |
| 2017 | Problèmes Journal intime                                  | — | FR135 Gold · (2 Wo.)FR | — | Aya Nakamura feat. MHD                                                  |
| 2017 | Fais le mouv #JeSuisPasséChezSo                           | — | FR186 (1 Wo.)FR | — | Sofiane feat. MHD                                                       |
| 2017 | Feu d’artifice 100 %                                      | — | FR31 Platin · (26 Wo.)FR | — | Alonzo feat. MHD                                                        |
| 2018 | Appelez la police Ceinture noire                          | — | FR96 (2 Wo.)FR | — | Maître Gims feat. MHD                                                   |
| 2018 | Ariva Johnny de Janeiro                                   | — | FR163 (1 Wo.)FR | — | Sadek feat. MHD                                                         |
| 2021 | Carabine Vrai 2 vrai                                      | — | FR160 (1 Wo.)FR | — | Charteinstieg: 30. Juli 2021 Da Uzi feat. MHD                           |
| 2021 | Christian Dior 17%                                        | — | FR101 (1 Wo.)FR | — | Charteinstieg: 24. September 2021 Leto feat. MHD                        |
| 2021 | Black Card Fleur froide - Second état: la cristallisation | — | FR76 (1 Wo.)FR | — | Charteinstieg: 20 November 2021 Tayc feat. Franglish & MHD              |

## Auszeichnungen für Musikverkäufe
| Goldene Schallplatte - Dänemark - 2024: für die Single Afro Trap Pt.7 (La Puissance) - Spanien - 2024: für die Single Afro Trap Pt.7 (La Puissance) |

Anmerkung: Auszeichnungen in Ländern aus den Charttabellen bzw. Chartboxen sind in ebendiesen zu finden.
| Land/RegionAuszeichnungen für Musikverkäufe (Land/Region, Auszeichnungen, Verkäufe, Quellen) | Gold       | Platin       | Diamant     | Verkäufe  | Quellen             |
| -------------------------------------------------------------------------------------------- | ---------- | ------------ | ----------- | --------- | ------------------- |
| Dänemark (IFPI)                                                                              | Gold1      | —            | —           | 45.000    | ifpi.dk             |
| Frankreich (SNEP)                                                                            | 9× Gold9   | 12× Platin12 | 6× Diamant6 | 4.283.333 | snepmusique.com     |
| Spanien (Promusicae)                                                                         | Gold1      | —            | —           | 30.000    | elportaldemusica.es |
| Insgesamt                                                                                    | 11× Gold11 | 12× Platin12 | 6× Diamant6 |           |                     |